# Eleição municipal de Pinhais em 2020
A eleição municipal da cidade de Pinhais em 2020 ocorreu no dia 15 de novembro (primeiro turno) e elegeu um prefeito, um vice-prefeito e 17 vereadores responsáveis pela administração da cidade, que se iniciou em 1° de janeiro de 2021 e com término em 31 de dezembro de 2024.
Originalmente, as eleições ocorreriam em 4 de outubro (primeiro turno) e 25 de outubro (segundo turno, caso necessário), porém, com o agravamento da pandemia de COVID-19 no Brasil, as datas foram modificadas.

## Contexto político e pandemia
As eleições municipais de 2020 estavam sendo marcadas, antes mesmo de iniciada a campanha oficial, pela pandemia de COVID-19 no Brasil, o que fez com que os partidos remodelassem suas estratégias de pré-campanha. O Tribunal Superior Eleitoral (TSE) autorizou os partidos a realizarem as convenções para escolha de candidatos aos escrutínios por meio de plataformas digitais de transmissão, para evitar aglomerações que pudessem proliferar o coronavírus.
Alguns partidos recorreram a mídias digitais para lançar suas pré-candidaturas. Além disso, a partir deste pleito, foi colocada em prática a Emenda Constitucional 97/2017, que proíbe a celebração de coligações partidárias para as eleições legislativas, o que pode, a partir dessa eleição, gerar um inchaço de candidatos ao legislativo.

## Candidatos a prefeito
Nota: a tabela a seguir está organizada por ordem alfabética de candidatos.
| Prefeito(a)          | Prefeito(a) | Prefeito(a) | Vice-prefeito(a) | Vice-prefeito(a) | Vice-prefeito(a) | Coligação                                                           | Número eleitoral |
| Candidato(a)         | Partido     | Partido     | Candidato(a)     | Partido          | Partido          | Coligação                                                           | Número eleitoral |
| -------------------- | ----------- | ----------- | ---------------- | ---------------- | ---------------- | ------------------------------------------------------------------- | ---------------- |
| Aloisio Nascimento   |             | MDB         | Fernando Valois  |                  | MDB              | Verdade, Realidade e Honestidade (MDB, PDT)                         | 15               |
| Marcos Ceschin       |             | PODE        | Newton Bonin     |                  | PODE             | Pinhais Pode Mais (PTB, PSL, DEM, PODE, Avante, PL)                 | 19               |
| Marli Paulino        |             | PSD         | Rosa Maria       |                  | Republicanos     | Pra Seguir em Frente (Republicanos, Cidadania, PSC, PROS, PSD, PSB) | 55               |
| Rafael Guilherme     |             | PP          | Barbara Dilene   |                  | PP               | Partido isolado                                                     | 11               |
| Vinicius da Cruz     |             | PTC         | Anderson Barbosa |                  | PTC              | Partido isolado                                                     | 36               |
| Vladimir de Oliveira |             | PT          | Guilherme Santos |                  | PCdoB            | Ser Feliz de Novo - Pinhais Sustentável (PT, PCdoB)                 | 13               |

## Resultados

### Prefeitura
Fonte: 
| Candidato(a)                    | Vice                          | 1º turno 15 de novembro de 2020 | 1º turno 15 de novembro de 2020 |
| Candidato(a)                    | Vice                          | Votos                           | Porcentagem                     |
| ------------------------------- | ----------------------------- | ------------------------------- | ------------------------------- |
| Marli Paulino (PSD)             | Rosa Maria (Republicanos)     | 36 671                          | 62,24%                          |
| Dr. Marcos Ceschin (PODE)       | Newton Bonin (PODE)           | 18 648                          | 31,65%                          |
| Dr. Investigador Vladimir (PT)  | Dr. Guilherme Santos (PCdoB)  | 1 195                           | 2,03%                           |
| Vinicius da Cruz (PTC)          | Pastor Anderson Barbosa (PTC) | 1 183                           | 2,01%                           |
| Aloisio Nascimento (MDB)        | Fernando Valois (MDB)         | 1 073                           | 1,82%                           |
| Professor Rafael Guilherme (PP) | Barbara Dilene (PP)           | 147                             | 0,25%                           |
| Total de votos válidos          | Total de votos válidos        | 58 917                          | 88,49%                          |
| Votos em branco                 | Votos em branco               | 3 608                           | 5,42%                           |
| Votos nulos                     | Votos nulos                   | 4 055                           | 6,09%                           |
| Total                           | Total                         | 66 580                          | 74,21%                          |
| Abstenções                      | Abstenções                    | 23 143                          | 25,79%                          |
| Total de inscritos              | Total de inscritos            | 89 723                          | 100%                            |

### Resultado por bairros
| Bairros de Pinhais                                                          | Marli Paulino (PSD) | Marli Paulino (PSD) | Dr. Marcos Ceschin (PODE) | Dr. Marcos Ceschin (PODE) | Vladimir de Oliveira (PT) | Vladimir de Oliveira (PT) | Vinicius da Cruz (PTC) | Vinicius da Cruz (PTC) | Aloisio Nascimento (MDB) | Aloisio Nascimento (MDB) | Prof. Rafael Guilherme (PP) | Prof. Rafael Guilherme (PP) | Brancos e nulos | Brancos e nulos | Abstenções | Abstenções | Total de votos válidos | Total de votos válidos | Total de votos | Total de votos | Eleitorado | Eleitorado |       |   |       |   |       |   |       |   |           |   |
| Bairros de Pinhais                                                          | Votos               | %                   | Votos                     | %                         | Votos                     | %                         | Votos                  | %                      | Votos                    | %                        | Votos                       | %                           | Brancos e nulos | Brancos e nulos | Abstenções | Abstenções | Total de votos válidos | Total de votos válidos | Total de votos | Total de votos | Eleitorado | Eleitorado | Votos | % | Votos | % | Votos | % | Votos | % | Eleitores | % |
| --------------------------------------------------------------------------- | ------------------- | ------------------- | ------------------------- | ------------------------- | ------------------------- | ------------------------- | ---------------------- | ---------------------- | ------------------------ | ------------------------ | --------------------------- | --------------------------- | --------------- | --------------- | ---------- | ---------- | ---------------------- | ---------------------- | -------------- | -------------- | ---------- | ---------- | ----- | - | ----- | - | ----- | - | ----- | - | --------- | - |
| Bairros de Pinhais                                                          | Alto Tarumã         | 1.303               | 63,47                     | 619                       | 30,15                     | 55                        | 2,68                   | 26                     | 1,27                     | 44                       | 2,14                        | 6                           | 0,29            | 255             | 11,05      | 1.001      | 30,25                  | 2.053                  | 88,95          | 2.308          | 69,75      | 3.309      | 100   |   |       |   |       |   |       |   |           |   |
| Atuba                                                                       | 3.633               | 71,94               | 1.171                     | 23,19                     | 77                        | 1,52                      | 65                     | 1,29                   | 94                       | 1,86                     | 10                          | 0,20                        | 676             | 11,81           | 1.938      | 25,29      | 5.050                  | 88,19                  | 5.726          | 74,71          | 7.664      |            | 100   |   |       |   |       |   |       |   |           |   |
| Centro                                                                      | 2.631               | 64,60               | 1.229                     | 30,17                     | 103                       | 2,53                      | 43                     | 1,06                   | 56                       | 1,37                     | 11                          | 0,27                        | 523             | 11,38           | 1.685      | 26,83      | 4.073                  | 88,62                  | 4.596          | 73,17          | 6.281      |            | 100   |   |       |   |       |   |       |   |           |   |
| Emiliano Perneta                                                            | 2.996               | 67,34               | 1.184                     | 26,61                     | 105                       | 2,36                      | 83                     | 1,87                   | 66                       | 1,48                     | 15                          | 0,34                        | 568             | 11,32           | 2.006      | 28,56      | 4.449                  | 88,68                  | 5.017          | 71,44          | 7.023      |            | 100   |   |       |   |       |   |       |   |           |   |
| Estância Pinhais                                                            | 1.202               | 67,30               | 499                       | 27,94                     | 34                        | 1,90                      | 16                     | 0,90                   | 26                       | 1,46                     | 9                           | 0,50                        | 218             | 10,88           | 579        | 22,42      | 1.786                  | 89,12                  | 2.004          | 77,58          | 2.583      |            | 100   |   |       |   |       |   |       |   |           |   |
| Jardim Amélia                                                               | 2.870               | 60,24               | 1.278                     | 26,83                     | 126                       | 2,64                      | 355                    | 7,45                   | 117                      | 2,46                     | 18                          | 0,38                        | 677             | 12,44           | 1.723      | 24,05      | 4.764                  | 87,56                  | 5.441          | 75,95          | 7.164      |            | 100   |   |       |   |       |   |       |   |           |   |
| Jardim Cláudia                                                              | 4.503               | 67,19               | 1.895                     | 28,27                     | 123                       | 1,84                      | 81                     | 1,21                   | 89                       | 1,33                     | 11                          | 0,16                        | 841             | 11,15           | 2.509      | 24,96      | 6.702                  | 88,85                  | 7.543          | 75,04          | 10.052     |            | 100   |   |       |   |       |   |       |   |           |   |
| Jardim Karla                                                                | 1.584               | 62,46               | 735                       | 28,98                     | 43                        | 1,69                      | 129                    | 5,09                   | 42                       | 1,66                     | 3                           | 0,12                        | 356             | 12,31           | 968        | 25,08      | 2.536                  | 87,69                  | 2.892          | 74,92          | 3.860      |            | 100   |   |       |   |       |   |       |   |           |   |
| Maria Antonieta                                                             | 3.239               | 55,36               | 2.228                     | 38,08                     | 131                       | 2,24                      | 101                    | 1,73                   | 136                      | 2,32                     | 16                          | 0,27                        | 860             | 12,81           | 2.563      | 27,64      | 5.851                  | 87,19                  | 6.711          | 72,36          | 9.274      |            | 100   |   |       |   |       |   |       |   |           |   |
| Parque das Nascentes                                                        | 278                 | 57,92               | 192                       | 40,00                     | 3                         | 0,62                      | 0                      | 0                      | 5                        | 1,04                     | 2                           | 0,42                        | 76              | 13,67           | 280        | 33,49      | 480                    | 86,33                  | 556            | 66,51          | 836        |            | 100   |   |       |   |       |   |       |   |           |   |
| Pineville                                                                   | 3.633               | 64,09               | 1.720                     | 30,34                     | 147                       | 2,59                      | 72                     | 1,27                   | 88                       | 1,55                     | 9                           | 0,16                        | 715             | 11,20           | 2.230      | 25,89      | 5.669                  | 88,80                  | 6.384          | 74,11          | 8.614      |            | 100   |   |       |   |       |   |       |   |           |   |
| Vargem Grande                                                               | 3.127               | 53,44               | 2.405                     | 41,10                     | 112                       | 1,92                      | 76                     | 1,30                   | 114                      | 1,95                     | 17                          | 0,29                        | 719             | 10,94           | 2.235      | 25,38      | 5.851                  | 89,06                  | 6.570          | 74,62          | 8.805      |            | 100   |   |       |   |       |   |       |   |           |   |
| Weissópolis                                                                 | 5.672               | 58,76               | 3.493                     | 36,18                     | 136                       | 1,41                      | 136                    | 1,41                   | 196                      | 2,03                     | 20                          | 0,21                        | 1.179           | 10,88           | 3.426      | 24,03      | 9.653                  | 89,12                  | 10.832         | 75,97          | 14.258     |            | 100   |   |       |   |       |   |       |   |           |   |
| Total                                                                       | 36.671              | 62,24               | 18.648                    | 31,65                     | 1.195                     | 2,03                      | 1.183                  | 2,01                   | 1.073                    | 1,82                     | 147                         | 0,25                        | 7.663           | 11,51           | 23.143     | 25,79      | 58.917                 | 88,49                  | 66.580         | 74,21          | 89.723     | 100        |       |   |       |   |       |   |       |   |           |   |
| Fonte: Eleições municipais de Pinhais - 2020 (por bairro e seção eleitoral) |                     |                     |                           |                           |                           |                           |                        |                        |                          |                          |                             |                             |                 |                 |            |            |                        |                        |                |                |            |            |       |   |       |   |       |   |       |   |           |   |

### Câmara dos Vereadores
Fonte: TSE
| Candidato(a)                        | 1º turno 15 de novembro de 2020 | 1º turno 15 de novembro de 2020 |
| Candidato(a)                        | Votos                           | Porcentagem                     |
| ----------------------------------- | ------------------------------- | ------------------------------- |
| Renan Ceschin (PODE)                | 2.051                           | 3,08%                           |
| Carlinhos do Eliza (PSB)            | 1.717                           | 2,58%                           |
| Binga (CIDADANIA)                   | 1.643                           | 2,47%                           |
| Fabricio Sousa (PSC)                | 1.479                           | 2,22%                           |
| Pioco (REPUBLICANOS)                | 1.308                           | 1,96%                           |
| Marcinho (PSD)                      | 1.216                           | 1,83%                           |
| Tomé (PSB)                          | 1.184                           | 1,78%                           |
| Jane Carteira (PROS)                | 1.102                           | 1,65%                           |
| Paulão (REPUBLICANOS)               | 1.011                           | 1,52%                           |
| Radialista Joãozinho Ribeiro (MDB)  | 972                             | 1,46%                           |
| Arnaldo do Vizinho Solidário (PROS) | 949                             | 1,42%                           |
| André de Paula (REPUBLICANOS)       | 947                             | 1,42%                           |
| Polaco do Perola (CIDADANIA)        | 928                             | 1,39%                           |
| Fernando Santos (PODE)              | 893                             | 1,34%                           |
| Tielo Staes (PSC)                   | 875                             | 1,31%                           |
| Aparecido Sanches (PSD)             | 816                             | 1,23%                           |
| Filho (PSD)                         | 784                             | 1,18%                           |
| Total                               | 19.874                          | 29,84%                          |

#### Por partido
| Partidos | Partidos     | Votos | % de votos | Assentos | % de assentos | +/– |
| -------- | ------------ | ----- | ---------- | -------- | ------------- | --- |
|          | REPUBLICANOS | 3.266 | 4,90%      | 3        | 17,65%        | +3  |
|          | PODE         | 2.944 | 4,42%      | 2        | 11,76%        | +1  |
|          | PSB          | 2.901 | 4,36%      | 2        | 11,76%        | +2  |
|          | PSD          | 2.816 | 4,24%      | 3        | 17,65%        | +2  |
|          | CIDADANIA    | 2.571 | 3,86%      | 2        | 11,76%        | 0   |
|          | PSC          | 2.354 | 3,53%      | 2        | 11,76%        | +1  |
|          | PROS         | 2.051 | 3,07%      | 2        | 11,76%        | 0   |
|          | MDB          | 972   | 1,46%      | 1        | 5,88%         | -1  |